# ウェブ・エリス・カップ
ウェブ・エリス・カップ（Webb Ellis Cup）は、ラグビーワールドカップの優勝国・地域に贈られるトロフィーである。

## 概説
カップ名の由来はラグビーの発明者とされるウィリアム・ウェブ・エリス。カップは金メッキが施された銀製のトロフィーで1987年の第1回大会から使用されている。これまでにニュージーランド（1987年・2011年・2015年）、オーストラリア（1991年・1999年）、南アフリカ（1995年・2007年・2019年・2023年）、イングランド（2003年）の4チームに授与されている。
1987年第1回大会前に大会のチェアマンであるジョン・ケンドールカーペンターらがロンドンのリージェントストリートにある宝飾店ガラード社の店内で一つのカップを見つける。そのカップは1700年代のヴィクトリア朝時代にデザインされ1906年に製造されたカップであった。そのデザインが優勝杯に相応しいとエリスカップとして採用した。カップの高さは38cm、重さは4.5kgある 。印字には国際ラグビーフットボールボード（International Rugby Football Board）とウェブ・エリス・カップ（Webb Ellis Cup）と書かれてある。
トロフィーのデザインはギネス 6ネイションズやFAカップ、ライダーカップのトロフィーを手掛けたトーマス・ライトが制作した。大会決勝直後の表彰式で優勝チームに授与されるが、その際既にその大会の優勝チーム名がカップの台座に刻印されている。この為、決勝の中継放送の終盤に刻印の準備や刻印している作業風景を映し、優勝チームの決定が近いことや優勝が決定したことを示すのが大会放送の恒例となっている。トロフィーはその後優勝国・地域のラグビー協会に次回大会までの間保管され、その後次回大会の開会式のセレモニーにて返還式が行われる。